# Abyss Odyssey
Abyss Odyssey est un jeu vidéo mêlant rogue-like, plates-formes et action développé par ACE Team et édité par Atlus, sorti en 2014 sur Windows, Xbox 360, PlayStation 3 et PlayStation 4.

## Système de jeu

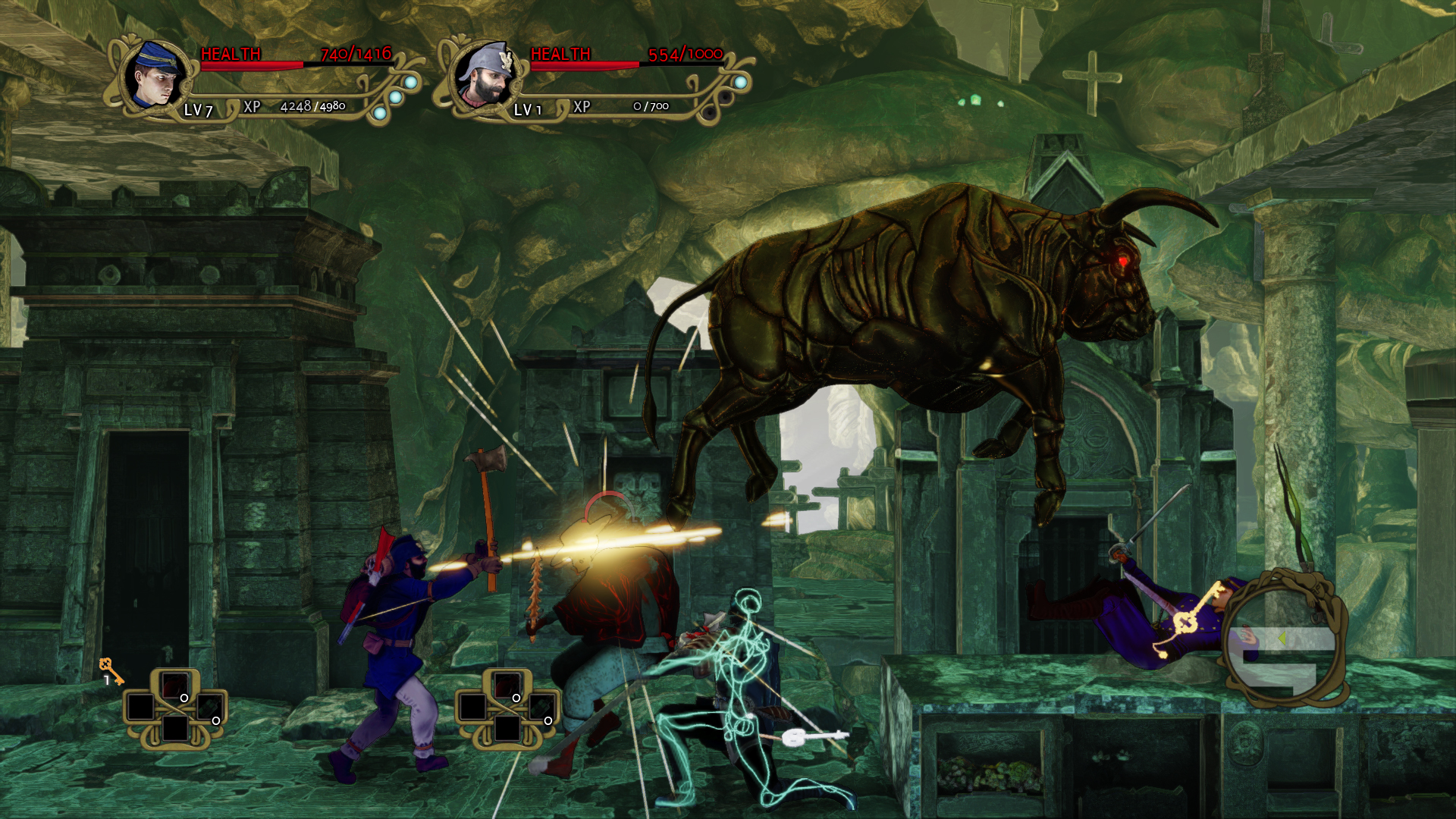
Image de gameplay

## Univers

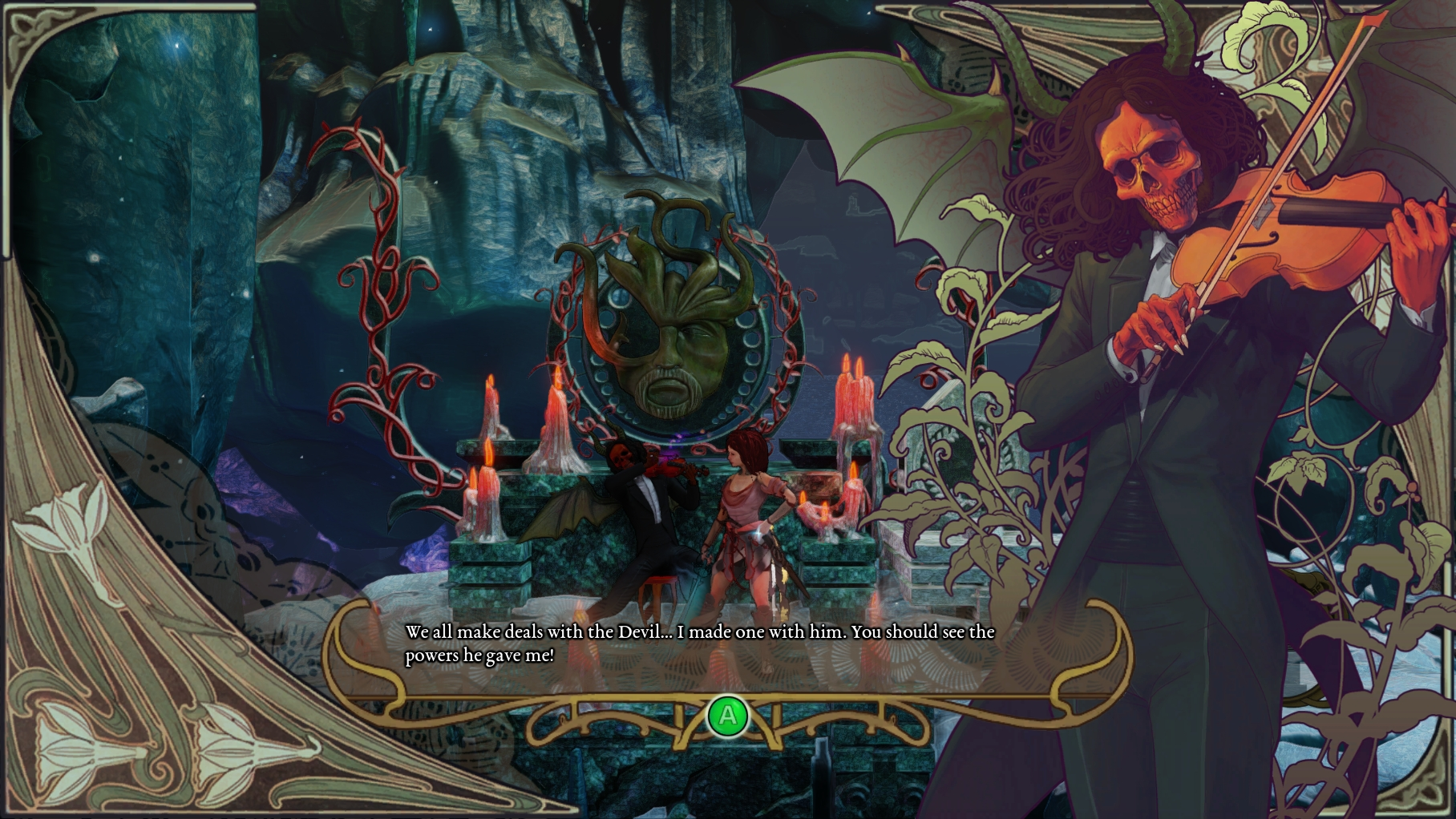
Écran de dialogue

## Accueil
- IGN : 6,7/10[1]